# Hidișelu de Sus
Hidișelu de Sus é uma comuna romena localizada no distrito de Bihor, na região histórica da Crișana (parte da Transilvânia). A comuna possui uma área de 89.97 km² e sua população era de 3145 habitantes segundo o censo de 2007.